# Большое Ильинское (Московская область)
Большое Ильинское — деревня в городском округе Кашира Московской области.

## География
Находится в южной части Московской области на расстоянии приблизительно 23 км на юг-юго-восток по прямой от железнодорожной станции Кашира.

## История
Известна с 1578 года как село с Николаевской церковью и церковью Святого мученика Василия Кесарийского. С 1811 года село по новому храму стало именоваться Казанское, Ильинское тож. До 2015 года входила в состав сельского поселения Домнинского Каширского района.

## Население
Постоянное население составляло 22 человека в 2002 году (русские 100 %), 13 в 2010.